# هاري بوتر وحجرة الأسرار (فلم)
هاري بوتر وحجرة الأسرار (بالإنكليزية: Harry Potter and the Chamber of Secrets)، وهو فلم خيالي أنتج في 2002. الفلم من إخراج كريس كولومبوس وتوزيع وارنر برذرز بيكتشرز، ومن إنتاج ديفيد هيمان وكتابة ستيف كلوفز، ومن بطولة دانيال رادكليف في دور هاري بوتر، وروبرت غرينت في دور رون ويزلي، وإيما واتسون في دور هيرميون غرينجر. الفلم مبني على الرواية التي تحمل نفس الاسم للمؤلفة جيه كيه رولينغ، وهو تتمة لفلم هاري بوتر وحجر الفيلسوف والجزء الثاني في سلسلة هاري بوتر. هو أيضا آخر فلم يعرض ريتشارد هاريس على أنه البروفسور ألباس دمبلدور، بسبب وفاته في نفس العام.
عاد طاقم الفلم الأول للتتمة، مع إضافات كينيث براناه، وجايسون إسحاق، وجيما جونز، من بين آخرين. تتبع القصة السنة الثانية لهاري في مدرسة هوغوورتس للسحر والشعوذة، حيث فتح وريث سالازار سليذرين غرفة الأسرار وأطلق العنان لوحش يحجر المُقيمين بالمدرسة. بدأ التصوير الرئيسي في نوفمبر 2001، بعد ثلاثة أيام فقط من إصدار الفلم الأول. تم تصوير الفلم في إستيديوهات أفلام ليفيسدن والمباني التاريخية في جميع أنحاء المملكة المتحدة، وكذلك في جزيرة مان. انتهى التصوير في يوليو 2002.
تم إصدار الفلم في دور العرض في المملكة المتحدة والولايات المتحدة الأمريكية في 15 نوفمبر 2002. وحقق نجاحًا نقديًا وتجاريًا، حيث حقق إيرادات تبلغ 879 مليون دولار أمريكي في شباك التذاكر في جميع أنحاء العالم. كان هذا ثاني أفضل فلم دخلًا في عام 2002 بعد فلم سيد الخواتم: البرجين. تم ترشيح الفلم للعديد من الجوائز بما في ذلك جائزة بافتا لأفضل تصميم إنتاج، وأفضل تصميم صوتي، وأفضل تأثيرات بصرية خاصة. تبع ذلك ست أجزاء، بدءاً من هاري بوتر وسجين أزكابان في عام 2004 وانتهاءً بهاري بوتر و مقدسات الموت - الجزء الثاني في عام 2011، بعد ما يقرُب من عشر سنوات من إصدار الفلم الأول.

## قصة الفلم
يقوم لوسيوس والد دراكو مالفوى بوضع مذكرات توم ريدل في سلة جينى ويزلي؛ لتخليص هوغوورتس من السحرة ذوي الدم المُوحل حسب قوله. بعدها يتلقي هاري بوتر تحذيرًا من مخلوق غامض اسمه دوبي بعدم الذهاب إلى مدرسة هوغوورتس، ولكن هاري تجاهل هذا التحذير وذهب إلى المدرسة في عامه الثاني، ومعه أصدقائه رون ويزلي وهرمايني غرينجر، حيث يواجهون تحديًا جديدًا، محاولين معرفة سر الأصوات المُنبعثة من الحوائط والجدران، ومعرفة أين تقع غرفة الأسرار ومن فتحها مرة أخرى. وهكذا يبدأ الخطر بهوغوورتس وظهرت خطورة هذه المذكرات بأن قام طوم ريدل بالسيطرة على جيني لمساعدته في الجرائم. وبعد ذلك، يقوم بتفسير أشياء خاطئة لهاري اتجاه هاغريد على أنه هو الذي فتح غرفة الأسرار من 50 عاماً. وتدور الأحداث والجرائم بتحجر معظم أبناء العامة بالمدرسة ومنهم هيرمايني، ويكتشف هاري أنه يستطيع التحدث للثعابين وأنه يتميز بلغة البارسنيغ. وبعد ذلك، يستطيع هاري ورون العثور على مدخل غرفة الأسرار ويتمكنا من الدخول لإنقاذ جيني، ليكتشف هاري بوتر أن توم ريدل هو نفسه اللورد فولدمورت الذي يحاول قتله. يتمكن هاري من قتل الثعبان (الوحش الموجود في غرفة الأسرار) وتحرير جيني، وحماية الجميع من اللورد فولدمورت. وبذلك تُكتشف الحقيقة بأن هاغريد لم يفتح غرفة الأسرار.

## القصة الكاملة
أثناء قضاءه لفترة الصيف مع عائلة درسلي، يقابل هاري بوتر دوبي، آلف منزل، الذي يحذره من خطورة العودة إلى هوغوورتس. يقوم دوبي بتخريب عشاء مهم لعائلة درسلي، ما جعلهم يحبسون هاري لمنع عودته إلى مدرسة هوغوورتس. ينقذه صديقه رون ويزلي وإخوته فريد وجورج في سيارة والدهم الفورد أنجليا الطائرة.
تنضم هيرميون غرينجر إلى هاري وعائلة ويزلي في حفل توقيع كتاب لغيلدروي لوكهارت، مدرس هوغوورتس الجديد للدفاع ضد فنون الظلام. في مواجهة دراكو مالفوي، لاحظ هاري أن والد مالفوي، لوشيوس، أسقط كتابًا في سلة جيني ويزلي. عندما تم منع هاري ورون من دخول رصيف التاسعة وثلاثة أرباع في محطة سكة حديد لندن كينغز كروس، أخذا السيارة الطائرة إلى هوغوورتس؛ بعد اصطدامهم بشجرة الصفصاف الضاجة وكسر عصا رون، يتم احتجازهما.
أثناء احتجازه، يسمع هاري أصواتًا غريبة، ثم يجد فيما بعد قطة البواب أرغوس فليتش، السيدة نوريس، متحجرة بجانب رسالة مكتوبة بالدم: «تم فتح غرفة الأسرار، أعداء الوريث... احذروا.» توضح البروفيسور ماكغوناغال أن أحد مؤسسي هوغوورتس، سالازار سليذرين، من المُفترض أنه بنى غرفة سرية تحتوي على وحش لا يسيطر عليه سوى وريثه، وقادر على تطهير المدرسة من الطلاب المولودين في عالم ماغل. يُشتبه في مالفوي أنه الوريث، فيخطط هاري، ورون، وهيرميون لاستجوابه أثناء تنكرهم باستخدام جرعة بوليغوس الممنوعة، والتي قاموا بإعدادها في حمام مهجور يطارده شبح، ميرتل الناحبة.

## طاقم الفلم
دانيال رادكليف في دور هاري بوتر ، وهو يتيم يبلغ من العمر 12 عامًا، يقيم عند عمته وعمه الذي لا يرحم، مشهور بسبب أنه نجا من محاولة قتل على يد الساحر المظلم لورد فولدمورت عندما كان رضيعا، لكن نجح فولدمورت في قتل أبويه، وهو طالب في مدرسة هوجورتس للسحر.
روبرت جرينت في دور رون ويزلي، أفضل صديق لهاري في هوجورتس.
إيما واتسون في دور هيرميون جرانجر، وصديقة هاري المفضلة .
توم فيلتون في دريكو مالفوي، عدو الثلاثي.
روبي كالترون في دور ريبوس هاجريد، وهو نصف عملاق وحارس في هوجورتس.
كينيث براناج في دور جيلدروي لوكهارت، مؤلف شهير ومدرس الدفاع الجديد ضد فنون الظلام في هوجورتس.
ريتشارد غريفيث في دور فيرنون دورسلي، عم هاري (غير السحري).
ريتشارد هاريس في دور ألباس دمبلدور، مدير مدرسة هوجورتس وواحد من أشهر السحرة وأكثرهم قوة في كل العصور.
جون هورت في دور اوليفاندر، صاحب محل اوليفاندرز، وهو صانع للعصي السحرية يحظى بتقدير كبير.
آلان ريكمان مثل سيفيروس سناب، أستاذ مادة الوصفات السحرية ورئيس منزل سليذرين.
فيونا شو في دور عمة هاري.
ماجي سميث في دور مينيرفا ماكغوناجال، نائبة مديرة المدرسة، رئيسة منزل جريفندور ومدرّسة التحول في هوجورتس.
جولي والترز كما مولي ويزلي، أم رون.

## الإنتاج

### الموسيقي
جون ويليامز عاد لتأليف الموسيقي في الفلم بعد تأليف موسيقي الفلم الأول.

## وصلات خارجية
- الموقع الرسمي
- هاري بوتر وحجرة الأسرار على موقع IMDb (الإنجليزية)
- هاري بوتر وحجرة الأسرار على موقع ميتاكريتيك (الإنجليزية)
- هاري بوتر وحجرة الأسرار على موقع روتن توميتوز (الإنجليزية)
- هاري بوتر وحجرة الأسرار على موقع نتفليكس (الإنجليزية)
- هاري بوتر وحجرة الأسرار على موقع قاعدة بيانات الأفلام العربية
- هاري بوتر وحجرة الأسرار على موقع ألو سيني (الفرنسية)
- هاري بوتر وحجرة الأسرار على موقع Turner Classic Movies (الإنجليزية)
- هاري بوتر وحجرة الأسرار على موقع أول موفي (الإنجليزية)
- هاري بوتر وحجرة الأسرار على موقع بوكس أوفيس موجو (الإنجليزية)
- هاري بوتر وحجرة الأسرار على موقع فيلمافينيتي (الإسبانية)
- قالب:Screenonline title